# Umgangsbasilika

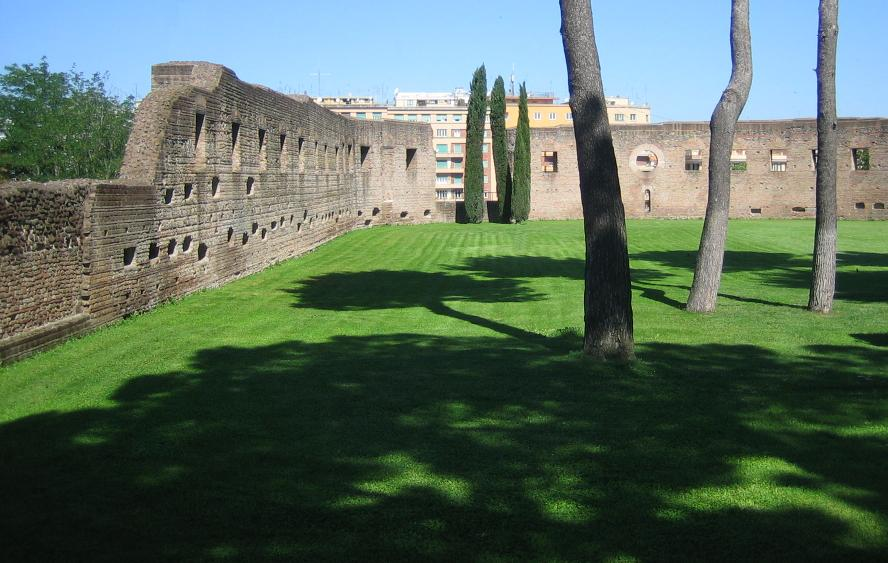
Erhaltene Außenmauern der Umgangsbasilika Sant’Agnese

Die Umgangsbasilika ist in der Regel eine dreischiffige Pfeilerbasilika, deren Seitenschiffe halbrund um das Mittelschiff verlaufen, während das Mittelschiff durch Pfeilerarkaden zum Umgang in den Seitenschiffen offen gehalten wird. Diese Bauform war in Rom üblich bei der sogenannten Coemeterialbasilika (Begräbnisbasilika), die in erster Linie als Grabanlage diente, in der man aber außer der Eucharistiefeier auch das Gedächtnis an Märtyrer und an Verstorbene der Gemeinde beging.
In der Zeit nach 315 wurden von Konstantin I. und der kaiserlichen Familie über den Gräbern von einigen außerhalb der Stadtmauern beigesetzten Märtyrern Umgangsbasiliken (ital. ‚basilica circiforme‘ oder ‚basilica a deambulatorio‘) errichtet, um möglichst nahe bei den Heiligen als ihren Fürsprechern bestattet werden zu können (retro sanctos „bei den Heiligen“). Daraus entstand eine besondere Form des frühchristlichen Kirchenbaus, die nur in Rom und nur innerhalb des Zeitraums zwischen 315 und dem Ende des 4. Jahrhunderts anzutreffen ist.

## Lage und Patrozinium
Die bis heute wieder entdeckten sechs Umgangsbasiliken oder Coemeterialbasiliken befanden sich sämtlich auf kaiserlichem Grundbesitz und liegen alle an den großen Ausfallstraßen außerhalb der Aurelianischen Stadtmauer, und zwar auf der Ostseite der Stadt (von Nordosten nach Süden):

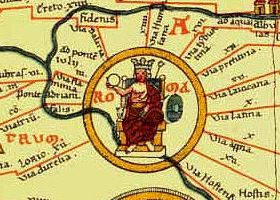
Tabula Peutingeriana (entstanden um 375): Rom und die Ausfallstraßen

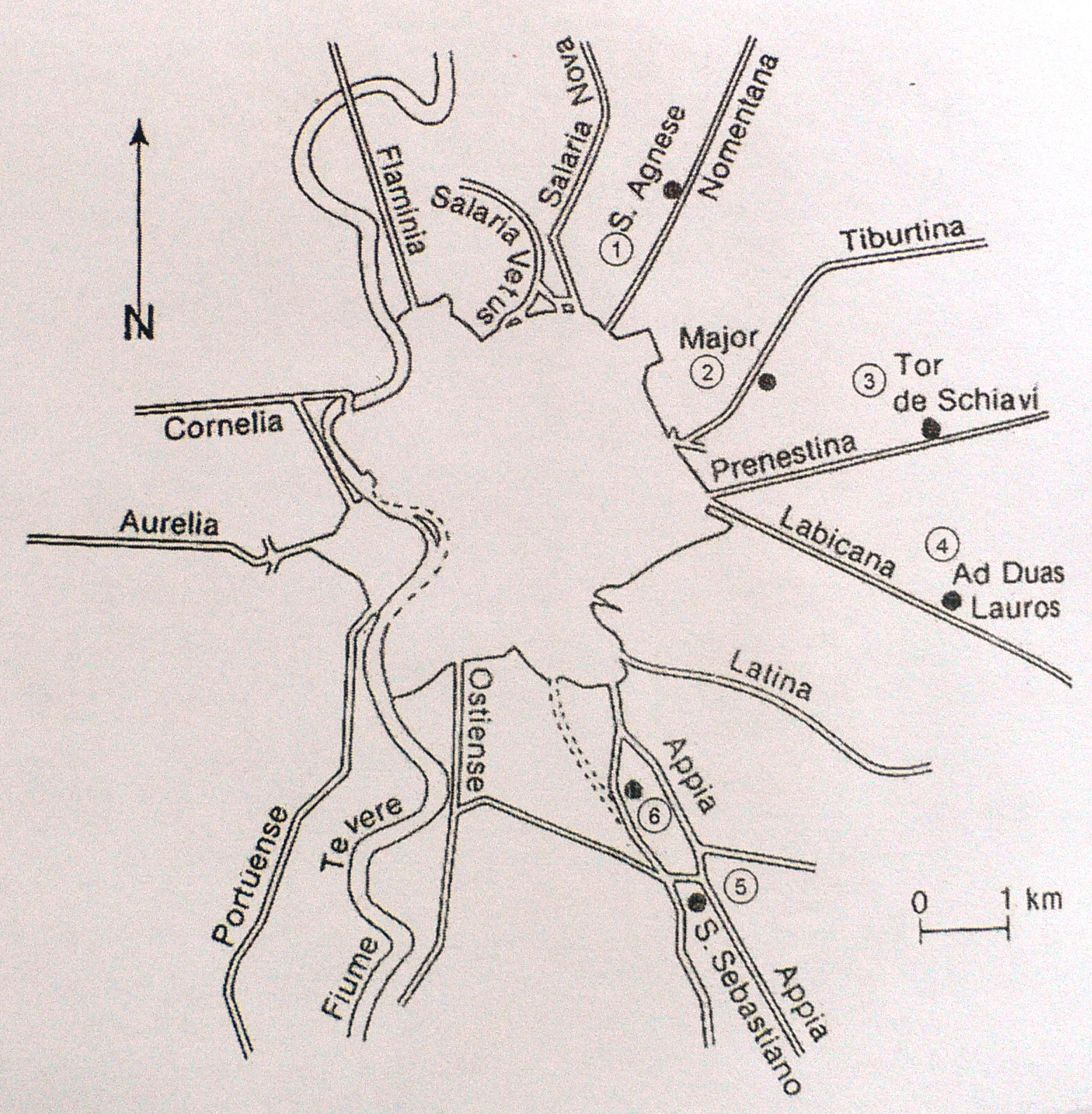
Rom mit der aurelianischen Mauer und den Ausfallstraßen

- Via Nomentana mit der Umgangsbasilika Sant’Agnese (Sant’Agnese fuori le mura) (Nr. 5)
- Via Tiburtina mit der Basilica maior (Sankt Laurentius vor den Mauern) (Nr. 6)
- Via Praenestina mit der Umgangsbasilika bei Tor de’Schiavi (Nr. 2)
- Via Labicana mit der Umgangsbasilika Santi Marcellino e Pietro (Nr. 1)
- Via Appia mit der Basilica Apostolorum (San Sebastiano fuori le mura) (Nr. 3)
- Via Ardeatina mit der dortigen anonymen Umgangsbasilika (San Marco) (Nr. 4).

Die chronologische Reihenfolge für die Errichtung dieser Umgangsbasiliken wird in der Forschung unterschiedlich beurteilt. Es liegt nahe, von der folgenden Reihenfolge auszugehen:
1. Umgangsbasilika Santi Marcellino e Pietro, um 315–317, Größe: ca. 65 m × 29 m
2. Umgangsbasilika bei Tor de’Schiavi, zwischen 315 und 320, Größe: ca. 66 m × 24 m
3. Basilica Apostolorum, um 317–320, Größe: ca. 73 m × 30 m
4. Umgangsbasilika an der Via Ardeatina, um 336, Größe: ca. 66 m × 28 m
5. Umgangsbasilika Sant’Agnese, um 337, Größe: ca. 98 m × 40 m
6. Basilica maior, zwischen 337 und 351, Größe: ca. 98,6 m × 35,5 m.

Beschreibungen der sechs Umgangsbasiliken finden sich u. a. bei Hugo Brandenburg und Wehrens.
Die Umgangsbasiliken wurden neben oder über einem Märtyrergrab oder einer Katakombe errichtet. Diese vom Kaiser und seiner Familie gestifteten oder geförderten frühchristlichen Begräbnisbasiliken bildeten ein städtebauliches Gegengewicht zu den zahlreichen paganen Kultstätten innerhalb der Stadt und auch außerhalb der Mauern.
Um diese Kirchen herum wurden jeweils größere oder kleinere Mausoleen angebaut, woran sich auch die christlich gewordene kaiserliche Familie beteiligte. Teilweise erhalten haben sich das Helenamausoleum (Außenbau) und das aufwendig ausgestattete Mausoleum der Constantina, beides Rundbauten nach antiken Vorbildern.
Weil seit dem 6. Jahrhundert in Rom damit begonnen wurde, die Gebeine der Märtyrer aus den Kirchen und Katakomben außerhalb der Stadtmauern in die gesicherten innerstädtischen Kirchen zu überführen, brauchten keine Umgangsbasiliken mehr errichtet zu werden. Außerdem war der Unterhaltungsaufwand nach Wegfall der kaiserlichen Unterstützung wohl nicht mehr tragbar. Schließlich hatten sich auch die liturgischen Bedürfnisse ab dem 5. Jahrhundert geändert.
Die Patrozinien der Umgangsbasiliken deuten in den meisten Fällen auf die dort bestatteten und verehrten Märtyrer hin.

## Bauform
Bei den Umgangsbasiliken handelt es sich um eine dreischiffigen Basilika, deren niedrigere Seitenschiffe einen Umgang auf U-förmigem Grundriss um die Apsis des Mittelschiffs bilden, während das breitere und höhere Mittelschiff durch halbkreisförmig angeordnete Arkaden abschließt. Die umlaufenden Seitenschiffe waren durch Pfeiler mit Bogenarkaden vom Mittelschiff getrennt. Diese Kirchenbauten wurden ungefähr nach Westen ausgerichtet, soweit das Gelände dies erlaubte. Die Fassade im Osten verlief bei fast allen Umgangsbasiliken leicht abgeschrägt, wobei der Grund für diese Abweichung von der Norm nicht bekannt ist. Das Dach bestand vermutlich aus einem Sparrendach.
Mit Ausnahme der beiden jüngsten Umgangsbasiliken (Sant’Agnese und Basilica maior) schloss sich die (innere) Apsis unmittelbar an die Mittelschiffarkaden an, während bei den genannten beiden Bauten die Apsis leicht nach innen versetzt war („eingezogene Apsis“). Das Mauerwerk bestand in der Regel aus alternierenden Schichten von Tuffstein und Ziegeln (opus listatum).
Die Bauten dienten als Begräbniskirchen. Weil der gesamte Bodenbereich mit Gräbern bedeckt war, bildeten sie praktisch einen überdachten Gemeindefriedhof (coemeterium subteglatum). An dem Altar im Mittelschiff wurde die Eucharistie gefeiert und dabei der dort verehrten Märtyrer und der in der Kirche beigesetzten verstorbenen Angehörigen gedacht, auch durch Prozessionen durch die umlaufenden Seitenschiffe. Über den Verlauf der Totenfeiern und die Liturgie gibt es keine zuverlässigen Nachrichten. Nur so viel steht fest, dass die Gläubigen anlässlich der Gedenkfeiern an den Gräbern der Märtyrer für ihre verstorbenen Angehörigen und für sich selbst die Fürbitte der Märtyrer angerufen und zu Gott gebetet haben; dabei werden sie auch an die eigene Sterblichkeit gedacht und ihre Hoffnung auf ein Leben nach dem Tod in sich wachgehalten haben.

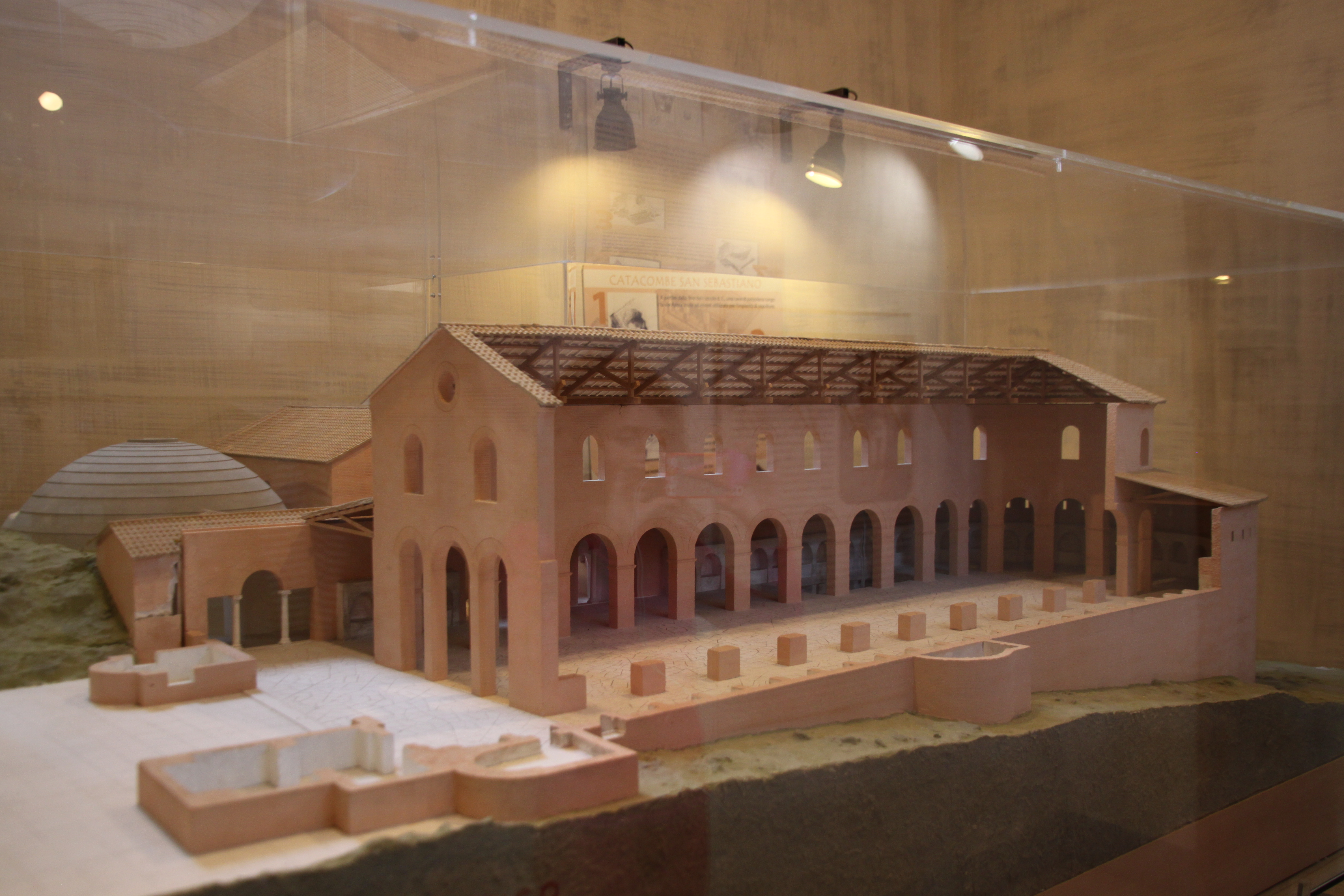
Modell der Basilica Apostolorum San Sebastiano fuori le mura
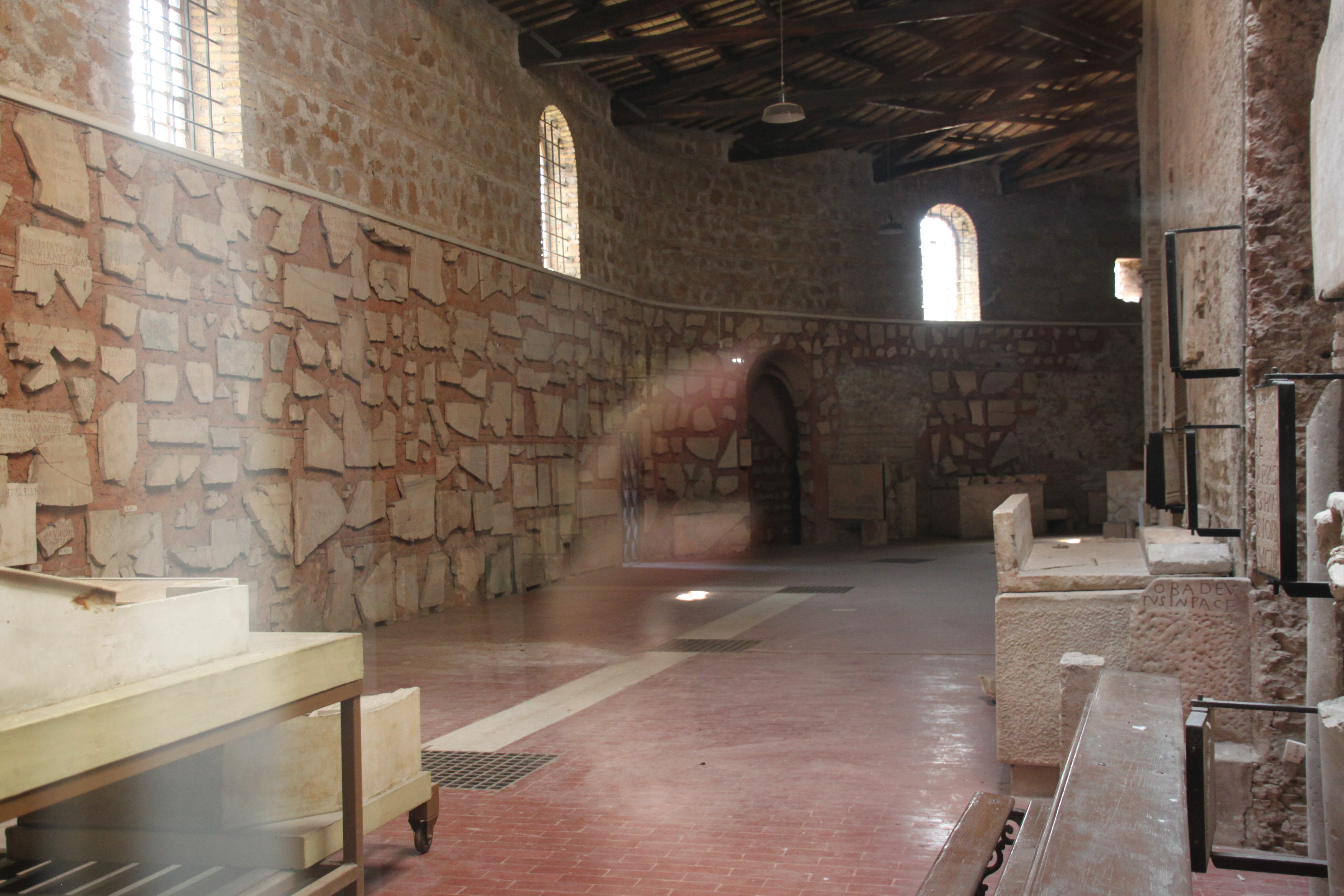
Blick in den erhaltenen Chorumgang
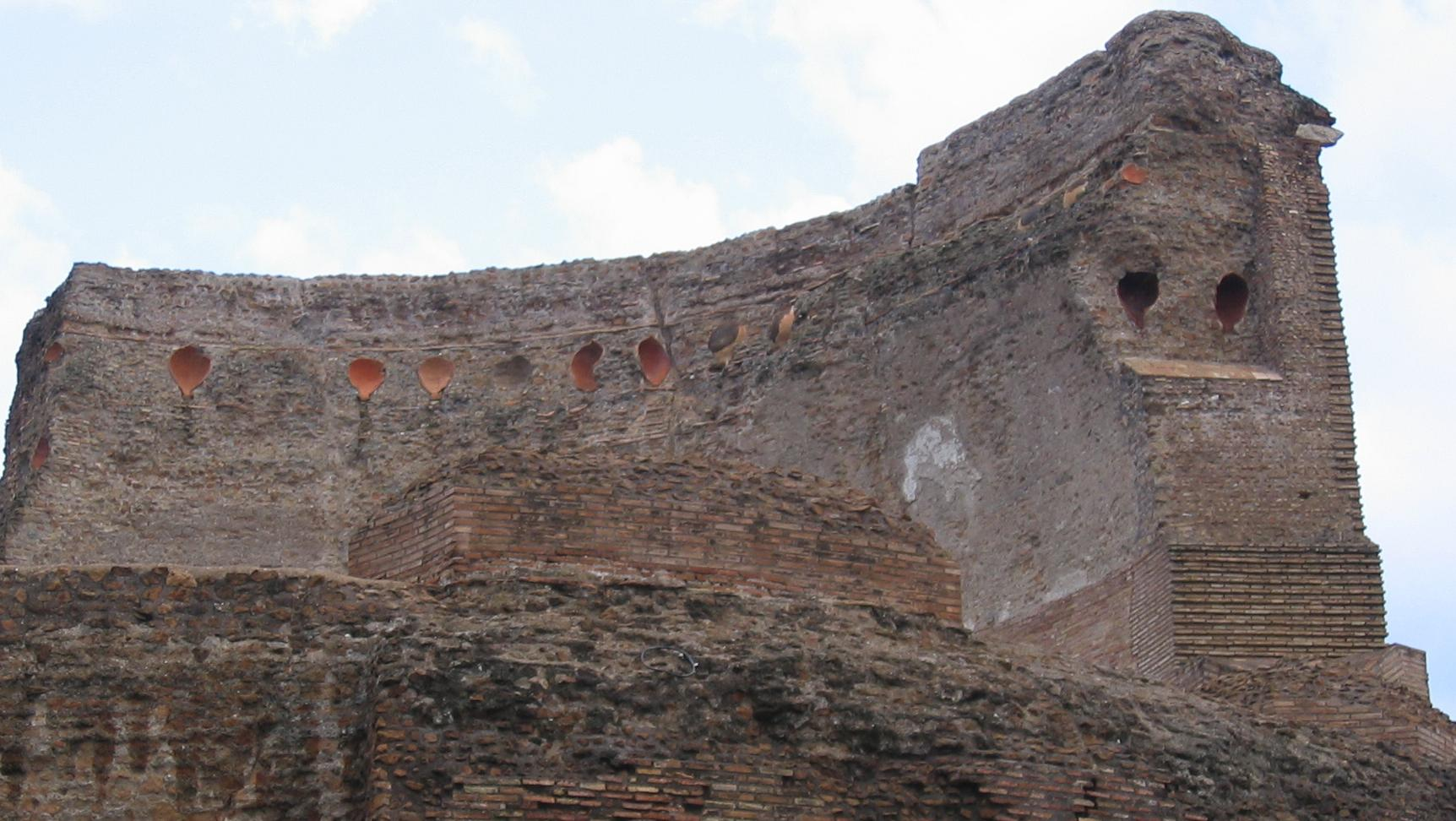
Helenamausoleum, Kuppelkonstruktion mit leeren Amphoren
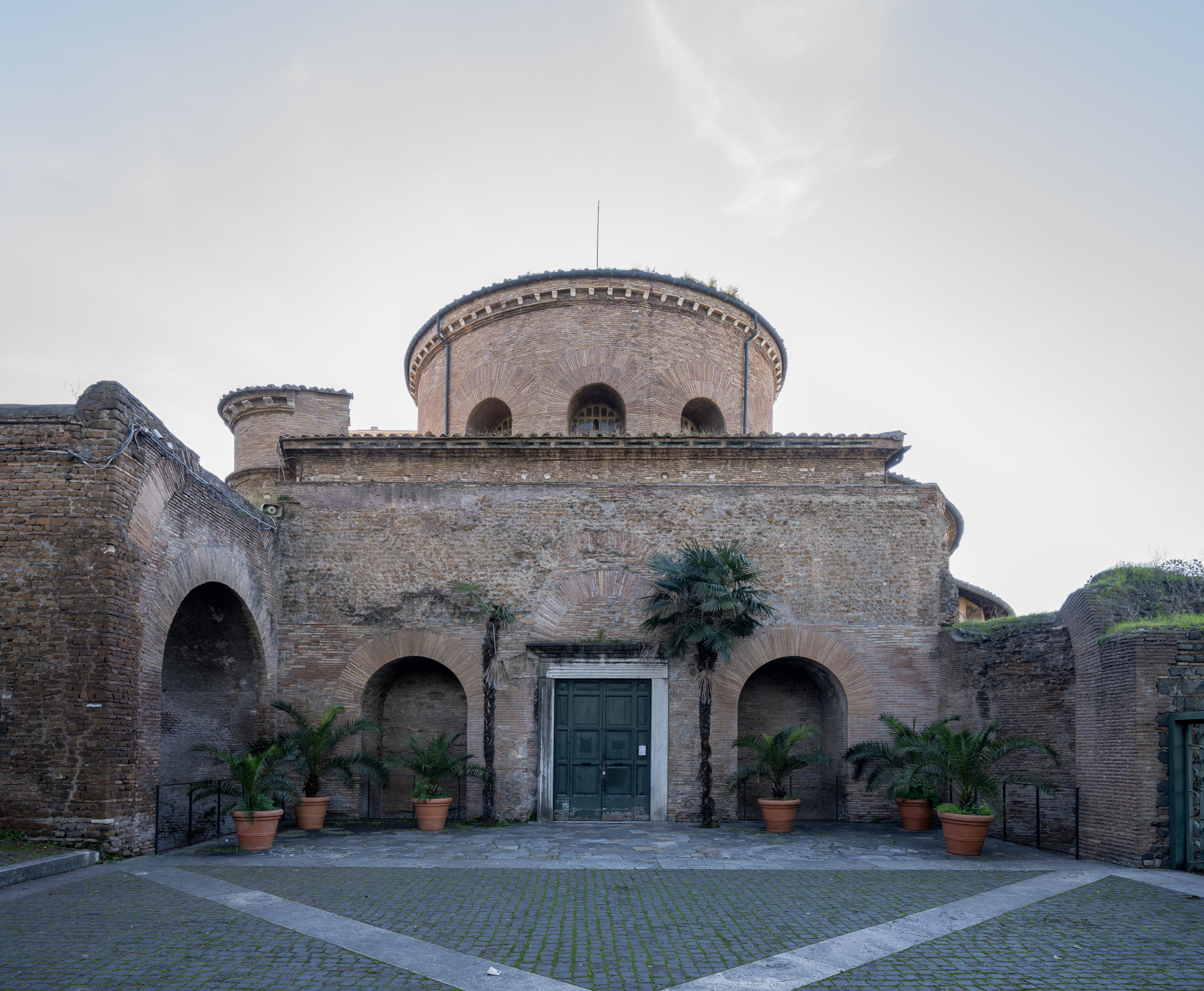
Mausoleum der Constantina, Außenansicht
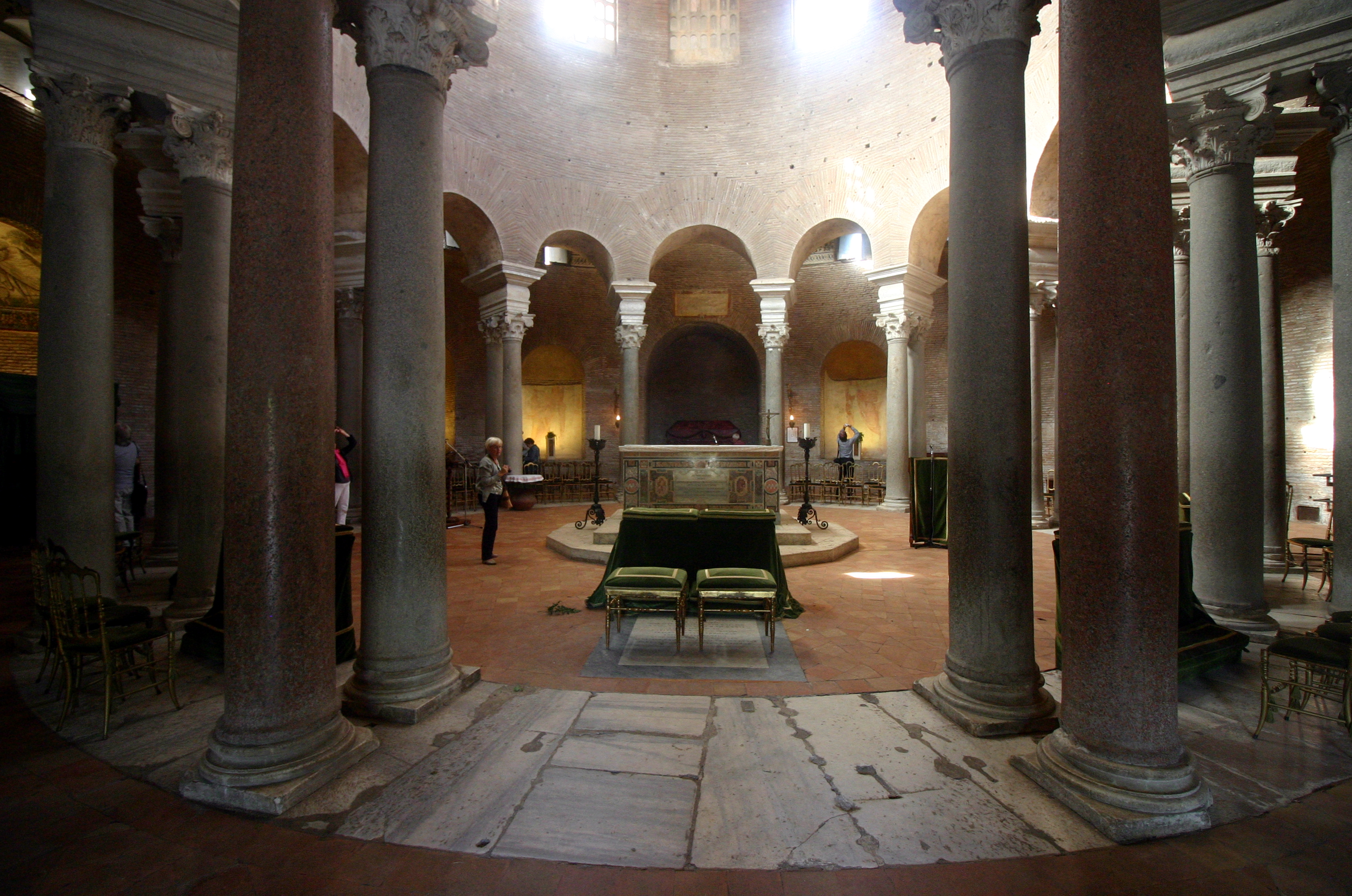
Mausoleum der Constantina. Innenraum
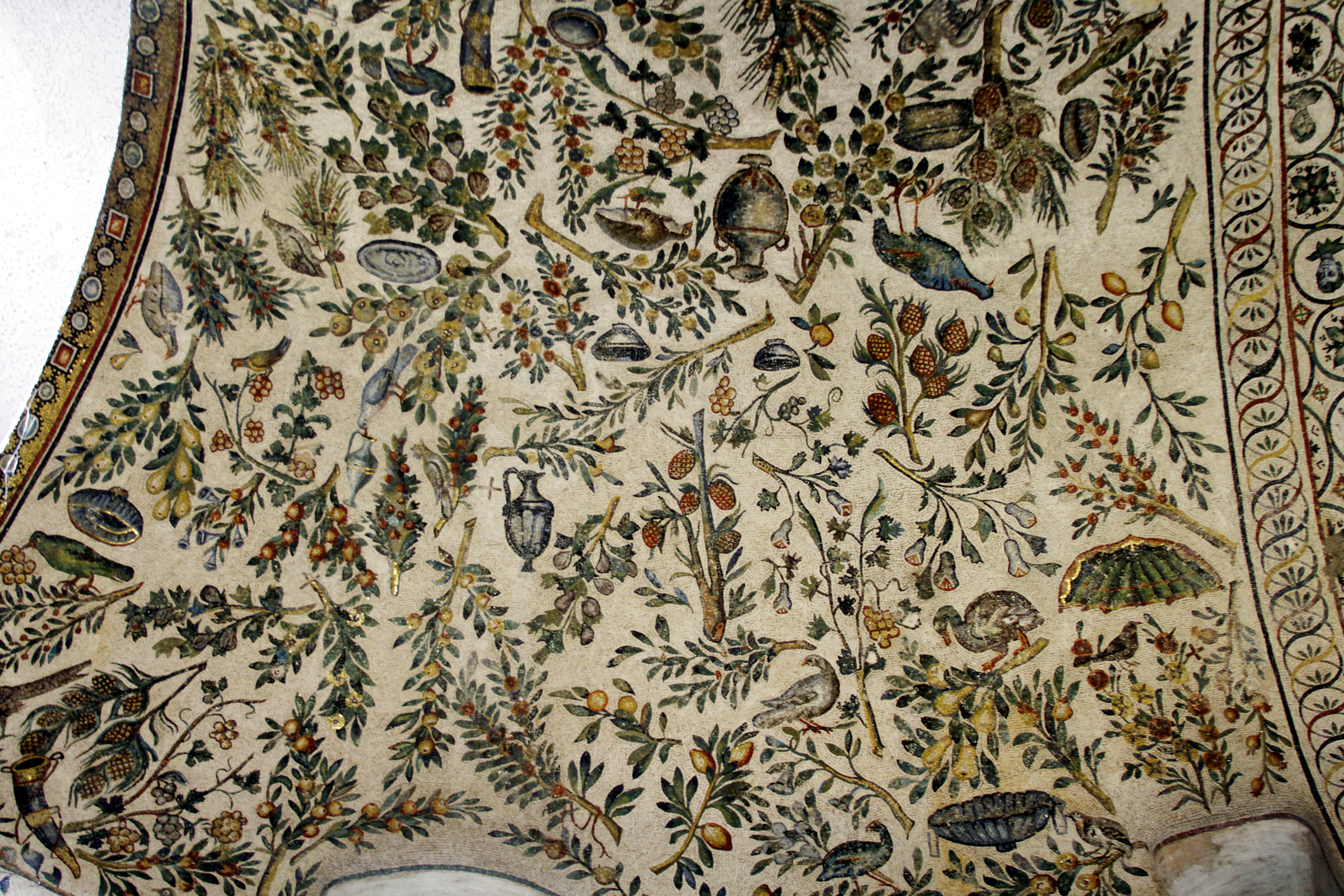
Mosaiken im Mausoleum der Constantina: Vasen, Vögel, Lorbeerzweige nach paganen Vorbildern
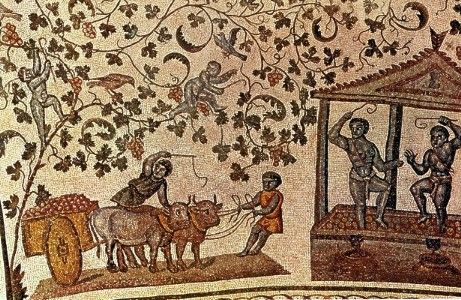
Ernte der Weintrauben und Keltern
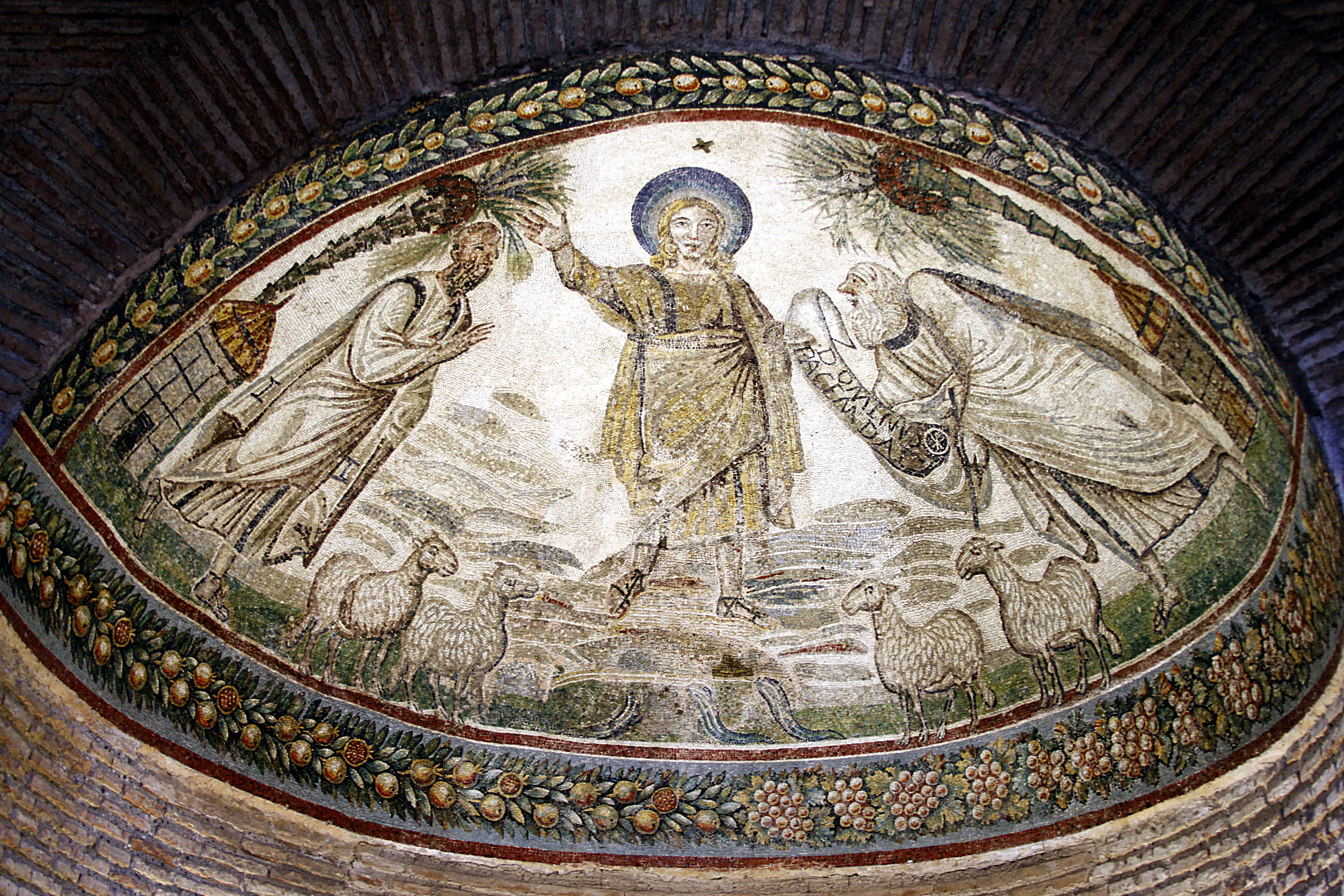
traditio legis
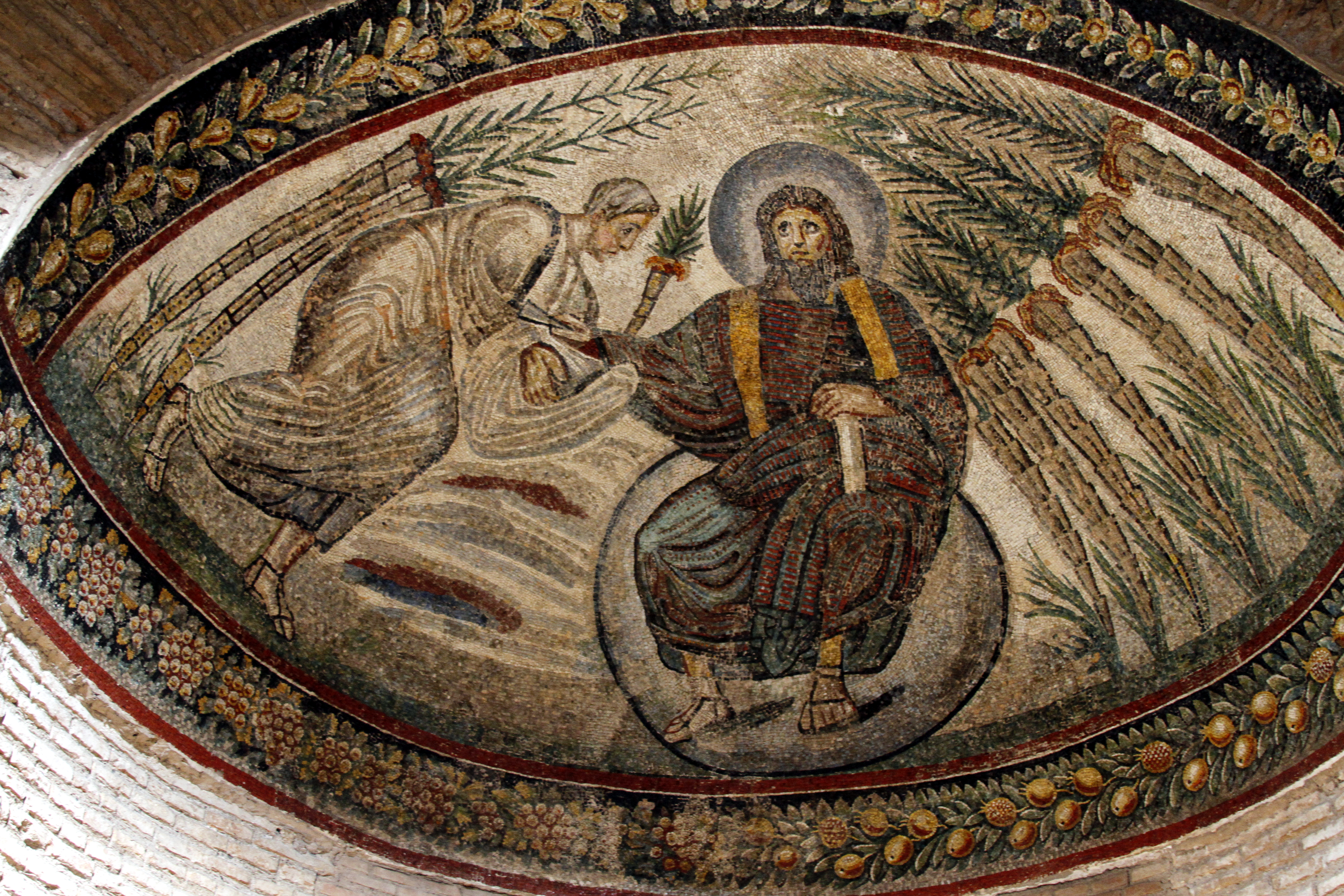
traditio clavis

## Architekturgeschichte
Der Architekturhistoriker Richard Krautheimer hat die Vermutung geäußert, dass sich die Form dieser Bauten besonders gut für die Abhaltung von Opfermählern eignete, die man in der Antike bei Begräbnissen und zum jährlichen Totengedächtnis abhielt. Das wäre eine weitere Erklärung dafür, weshalb sie in der Folge so rasch verschwanden. Tatsache ist, dass diese Bauform ohne direkte Nachfolger blieb. Nur in Oberägypten finden sich noch Überreste von drei- oder fünfschiffigen Umgangsbasiliken aus dem 4. bis 6. Jahrhundert, so etwa die Südostkirche von Kellis (heute Ismant al-Ġarāb) in der Dachla-Oase und die Nordbasilika von Abu Mena. In der angegebenen Zeit stellte dieser Bautypus sogar den Standard des oberägyptischen koptischen Kirchenbaus dar.
Die sechs Umgangsbasiliken in Rom haben als Kultbauten der konstantinischen Epoche besondere Bedeutung: Sie dienten dem Märtyrerkult und dem Totenkult der dort bestatteten Gläubigen, darunter insbesondere den dort beigesetzten Stiftern aus der kaiserlichen Familie. Deren Beisetzung an privilegierter Stätte verlieh diesem christlichen Kult einen besonderen Rang, der offenbar an die Stelle der bisher üblichen consecratio nach dem Tod eines Kaisers treten sollte. Die hier versammelten Gläubigen nahmen also auch am Gedächtniskult der kaiserlichen Stifter teil. Diese Verbindung von alter Tradition und neuem Stil kommt auch in der neuartigen Bauform der Umgangsbasilika zum Ausdruck: Die von der Gestalt der christlichen Gemeindebasilika vorgegebene Form wird wegen der neuen Funktion als Basilika mit umlaufenden Seitenschiffen und als überdachte Begräbnisstätte und für Prozessionen umgestaltet.

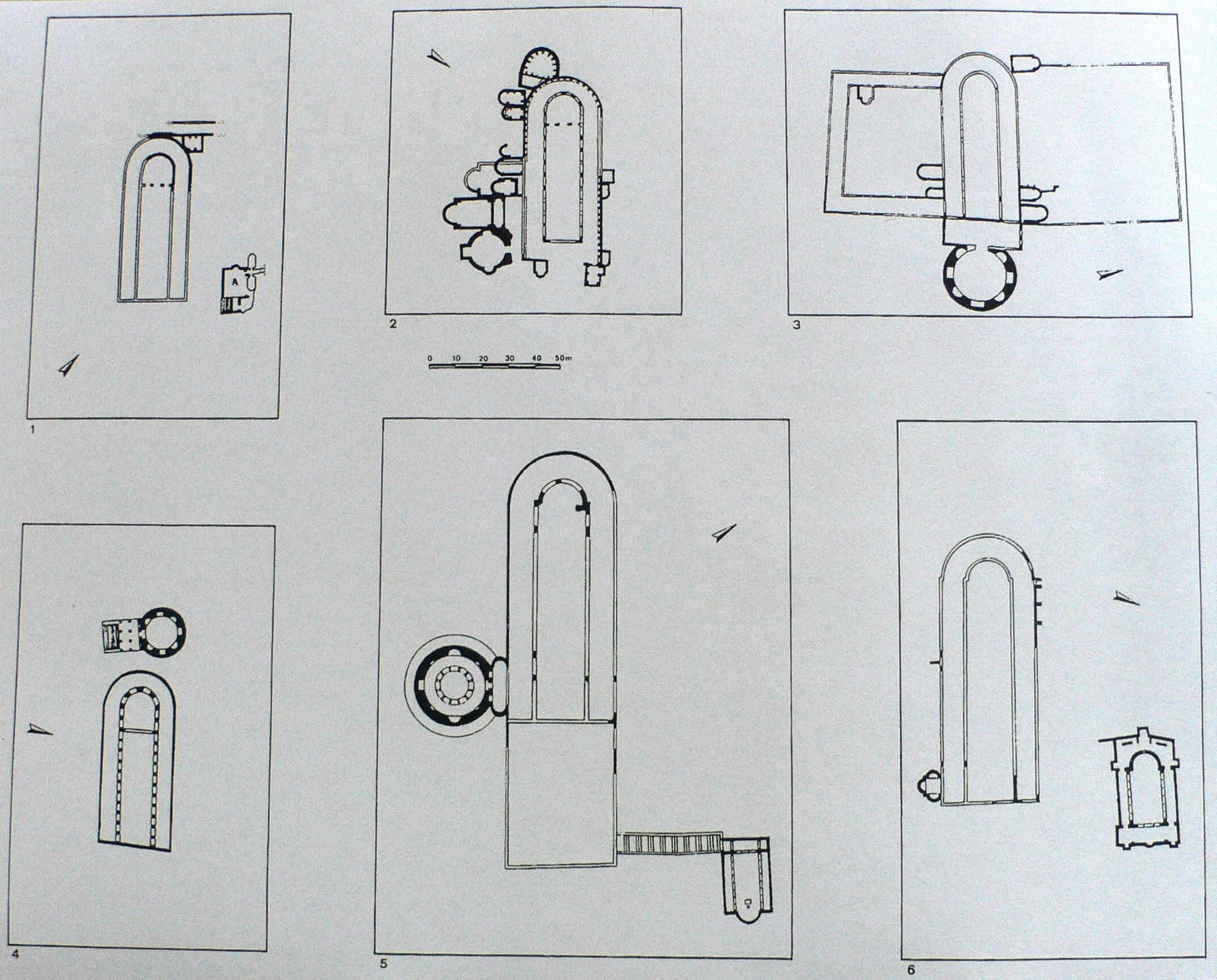
Grundrisse der sechs Umgangsbasiliken im gleichen Maßstab (von links oben): An der Via Ardeatina (Nr. 4); Basilica Apostolorum (Nr. 3); Santi Marcellino e Pietro (Nr. 1); Tor de’Schiavi (Nr. 2); Sant’Agnese (Nr. 5) und Basilica maior (Nr. 6)

Diese Umgangsbasiliken haben folgende Eigenschaften gemeinsam:
- Sie lagen außerhalb der Stadtmauer an den Ausfallstraßen auf der Ostseite Roms, und zwar auf kaiserlichen Grundstücken.
- Sie entstanden im 4. Jahrhundert mit kaiserlicher Förderung während der Regierungszeiten von Konstantin I. und seinen Söhnen; die Bauten unterstanden dem kaiserlichen Patronat.
- Sie befanden sich jeweils in unmittelbarer Nähe von Märtyrergräbern, Katakomben und Friedhöfen.
- Alle Bauten sind keine Gemeindekirchen, sondern dienten dem christlichen Totenkult; nur bei der Basilika an der Via Praenestina konnte kein christlicher Zusammenhang nachgewiesen werden, was deren Errichtung vor den übrigen Umgangsbasiliken denkbar erscheinen lässt.
- Die Coemeterialbasiliken können in zwei Gruppen eingeteilt werden: Zu den vier älteren gehören die Bauten Nr. 1 bis 4, während die beiden jüngeren (Nr. 5 und 6) im Stil leicht abweichen und die größten Ausmaße haben.

Unterschiedlich bei allen sechs Coemeterialbasiliken sind die Möglichkeiten der
Bestattung für die Stifter:
- An der Via Labicana (Nr. 1) liegt das Helenamausoleum auf einer Achse mit der Basilika.

- An der Via Praenestina (Nr. 2) befindet sich das Grab neben der Basilika in dem bereits einige Jahre zuvor errichteten Mausoleum.

- An der Via Appia (Nr. 3) gibt es ein rechteckiges Mausoleum an der Südseite der Basilika.

- An der Via Ardeatina (Nr. 4) lag das Grab des Stifters im Zentrum der Basilika.

- An der Via Nomentana (Nr. 5) entstand das Mausoleum der Constantina auf der Südseite der Umgangsbasilika.

- An der Via Tiburtina (Nr. 6) war eine Gedenkstätte für den Märtyrer Laurentius von Anfang an vorhanden; deshalb gibt es dort kein Stiftergrab.

Wiederum für die meisten Umgangsbasiliken gemeinsam konnte festgestellt werden, dass jeweils eine Verbindung zu Mitgliedern der kaiserlichen Familie bestanden hatte:
- An der Via Labicana (Nr. 1) zu Kaiser Konstantin I. und seiner dort bestatteten Mutter Helena.

- An der Via Praenestina (Nr. 2) zu Kaiser Maximian als Schwiegervater Konstantins und als Vater des Maxentius und der Fausta, seiner Mutter Eutropia und seiner Frau Maximilla.

- An der Via Appia (Nr. 3) zu Kaiser Maxentius und für Konstantins Frau Fausta.

- An der Via Nomentana (Nr. 5) zu den Kaisertöchtern Constantina und Helena.[7]

## Umgangsbasiliken in Rom
1. Umgangsbasilika Santi Marcellino e Pietro an der Via Labicana
Zu dem frühchristlichen Bezirk an der damaligen Via Labicana (heute Via Casilina) gehören:
- die Katakombe der Heiligen Petrus und Marcellinus mit den Gräbern dieser römischen Märtyrer,
- die Umgangsbasilika Santi Marcellino e Pietro (ca. 315–317),
- das Mausoleum der Kaisermutter Helena (um 326).

Im Liber Pontificalis wird im Kapitel über Papst Silvester I. berichtet:
„Zu derselben Zeit schuf Kaiser Konstantin eine Basilika für die seligen Märtyrer, den Presbyter Marcellinus und den Exorzisten Petrus, auf dem Gelände zwischen den zwei Lorbeerbäumen und dem Mausoleum, wo seine Mutter, die Kaiserin Helena, begraben ist, an der Via Labicana, am dritten Meilenstein“ (Lib. Pont. I, 182).
Daraus wird entnommen, dass Kaiser Konstantin der Große um 315 auf dem kaiserlichen Besitztum ad duas lauros („bei den zwei Lorbeerbäumen“) die erste große Basilika zum Gedächtnis an die während der diokletianischen Verfolgung hingerichteten Märtyrer bauen ließ, die vor den Toren der Stadt in der Katakombe an der Via Labicana (heute Via Casilina) beigesetzt worden waren. Unter ihnen erfuhren damals vor allem Marcellinus presbyter und Petrus exorcista besondere Verehrung. Es handelt sich um die älteste christliche Basilika, die dem Märtyrerkult über den Katakomben diente und fortan außerdem für den privaten Totenkult zur Verfügung gestanden hat.
Die Seitenschiffe der dreischiffigen Pfeilerbasilika mit Arkaden dienten als Umgang um die halbkreisförmige Apsis (im Westen), deshalb als Umgangsbasilika bezeichnet. Im Osten befand sich vor der leicht abgeschrägten Fassade eine Vorhalle (Narthex).

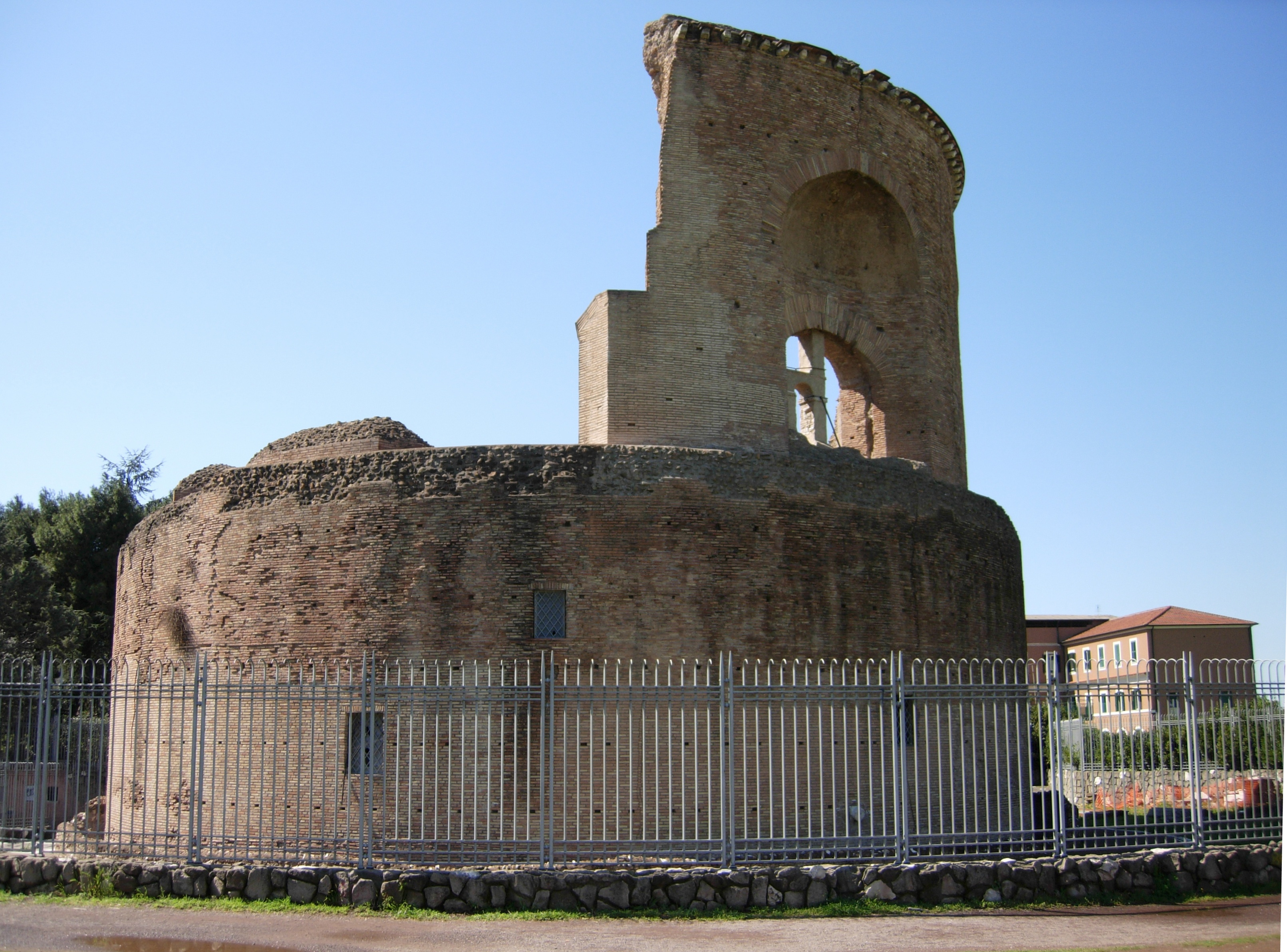
Helenamausoleum

Um 326 wurde auf Geheiß Konstantins an die Ostseite der Umgangsbasilika ein großes Rundmausoleum mit querrechteckiger Vorhalle angebaut. Es sollte wahrscheinlich zunächst als seine eigene Grablege dienen; tatsächlich wurde aber seine 329 verstorbene Helena (Mutter Konstantins des Großen) dort beigesetzt. Die hier durchgeführte enge Verbindung von christlichem Sakralbau und kaiserlichem Mausoleum zu einer axialen Anlage ist ohne architektonisches Vorbild. Sowohl für den Altar in der Apsis der Basilika als auch für das Mausoleum stiftete Konstantin einen prachtvoll ausgestatteten Altar. Auf diese Weise wurde der kaiserliche Grabbau in eine christliche Kirche integriert. Die gesamte Ausstattung soll der Bedeutung dieser kaiserlichen Stiftung entsprochen haben.
Das später als Mausoleo di Sant´Elena bezeichnete Bauwerk ist als mächtige Ruine erhalten geblieben, während von der Umgangsbasilika nur noch Mauerreste zu sehen sind.
2. Umgangsbasilika bei Tor de´Schiavi an der Via Praenestina

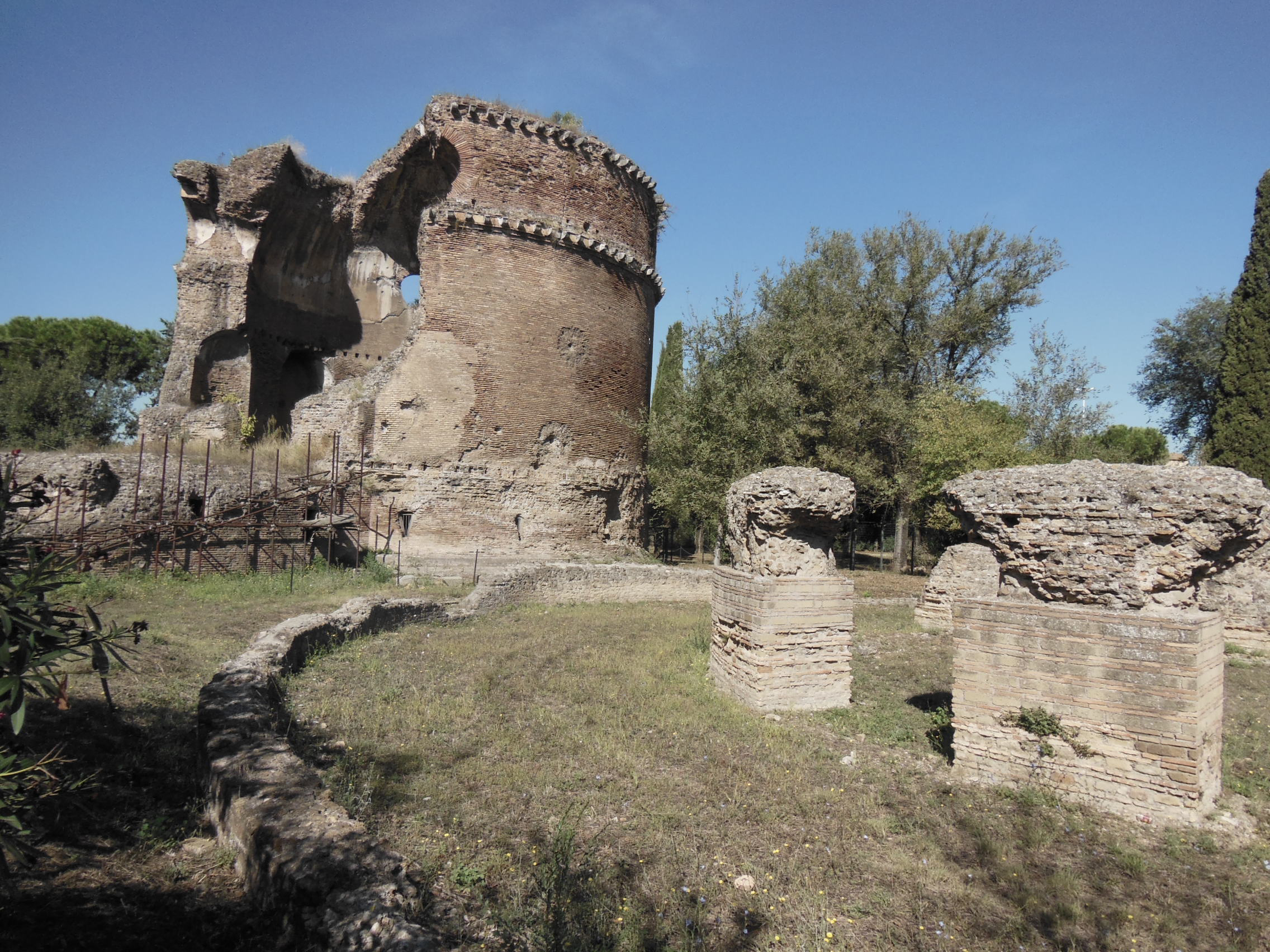
Reste des Umgangs der Basilika bei Tor de´Schiavi und das Mausoleum

Beinahe gleichzeitig entstand zwischen 315 und 320 auf dem kaiserlichen Landgut Subaugusta am dritten Meilenstein der alten Via Praenestina im Osten der Stadt eine weitere Umgangsbasilika, und zwar in unmittelbarer Nachbarschaft zu einer kleinen Katakombe und zu der palastartigen Villa Gordiani sowie zu einem kurze Zeit vorher (305–309) errichteten Mausoleum, genannt Mausoleum bei Tor(e) de´Schiavi (Schiavi-Turm). Seinen Namen erhielt das Mausoleum später von der Familie Vincenzo Rossi dello Schiavo, die das Anwesen im 16. Jahrhundert erworben hat.
Die dreischiffige Umgangsbasilika glich in der Größe und in den Proportionen sowie mit der schräg ansetzenden Ostfassade und den Pfeilerarkaden im Innern dem Bau an der Via Labicana. Im Westteil war vor den Arkaden der Apsis eine Art Presbyterium vom Mittelschiff abgetrennt (wie bei der Basilica Apostolorum an der Via Appia).
Das nur drei Meter daneben stehende, teilweise erhaltene Mausoleum war in der Tradition der kaiserlichen Rundmausoleen mit ebenerdiger Gruft und darüber einem Saal für die Totengedenkfeiern erbaut. Die Basilika ist weder architektonisch noch in der Ausrichtung mit dem Mausoleum verbunden.
Der Name der kleinen Katakombe und das Patrozinium der Begräbniskirche sind nicht überliefert. Auch die Stifter oder Grundstückseigentümer des 4. Jahrhunderts von Basilika und Mausoleum kennt man nicht. Es wird vermutet, dass es sich bei beiden Bauwerken um einen Stifter aus der kaiserlichen Familie handelt; die westlich des Mausoleums gelegene herrschaftliche Villa soll der kaiserlichen Familie der Gordiani gehört haben.
3. Basilica Apostolorum an der Via Appia (San Sebastiano fuori le mura)

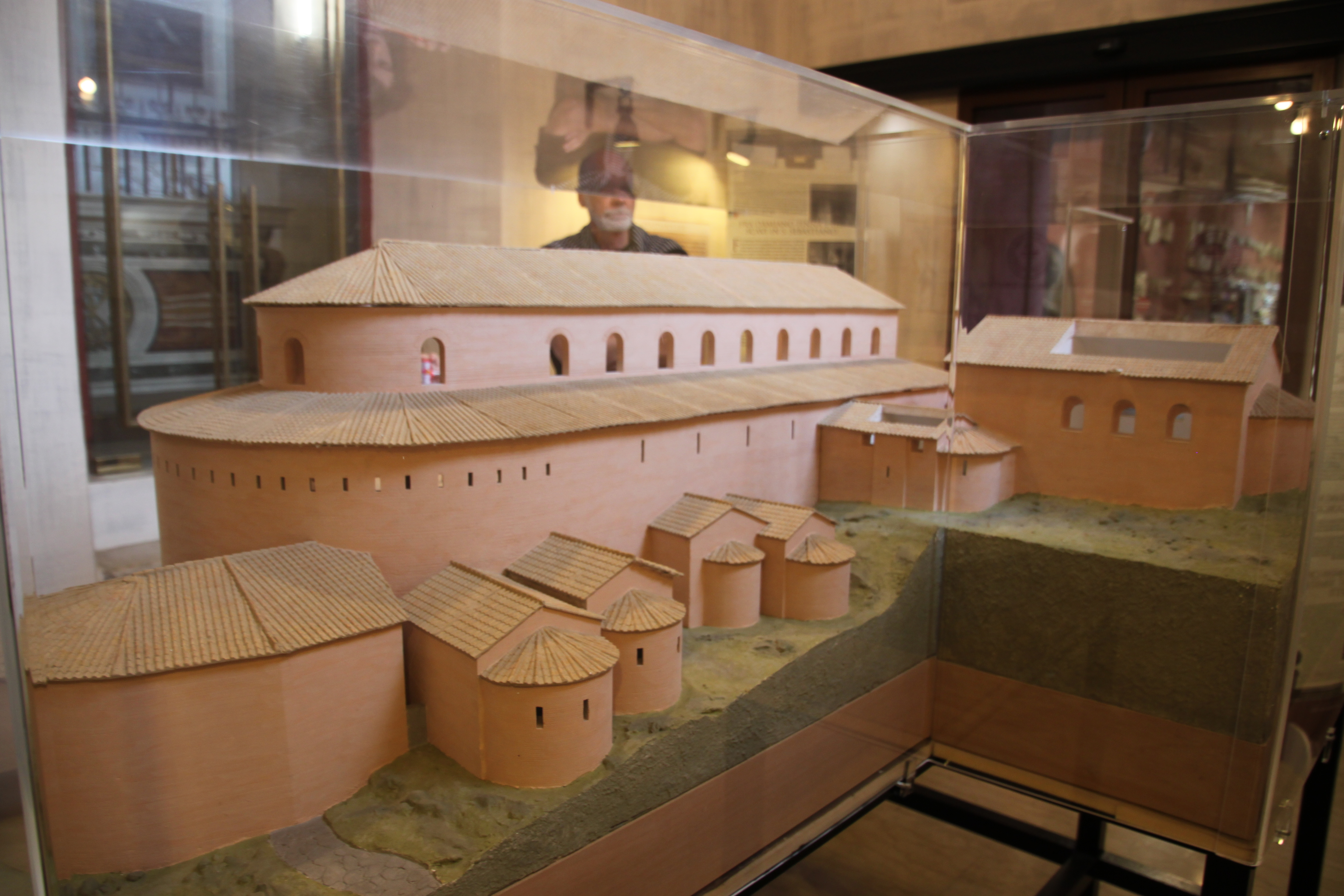
Basilica Apostolorum mit den angebauten kleinen Mausoleen (Modell)

Zu dem sakralen Bezirk von San Sebastiano fuori le mura gehören:
- die Sebastians-Katakombe mit dem Grab des Märtyrers und der Memoria Apostolorum (um 260),
- die Umgangsbasilika Basilica Apostolorum (317–320), die im 8. Jahrhundert dem Märtyrer Sebastian geweiht wurde und anschließend San Sebastiano ad Catacumbas genannt wurde,
- die an die Basilika angebauten Mausoleen (4./5. Jahrhundert).

Bei archäologischen Ausgrabungen wurde an den Sebastians-Katakomben eine Gedächtnisstätte für die Apostel Petrus und Paulus aus der Zeit um 260 entdeckt. Sie war entstanden, nachdem Kaiser Valerian angeordnet hatte (257), dass die Christen ihren Kult nicht mehr in der Öffentlichkeit ausüben durften und sie sich deshalb auch nicht mehr am Petrusgrab und am Paulusgrab versammeln konnten. Deshalb verlegte man den gemeinsamen Kult in den unterirdischen Friedhof (cymeterium catacumbas) an der Via Appia und errichtete dort eine Memoria Apostolorum. Die trapezförmige Memorialanlage (23 m × 18 m) bestand aus einem Innenhof mit zwei überdachten Loggien, zwischen denen eine Treppe zu einer Quelle hinabführte. Die von den Christen benutzte östliche Loggia, triclia genannt, lag etwas erhöht und hatte Wandmalereien mit Darstellungen von Blumen und Tieren. In dem Wandverputz fanden sich auch zahlreiche Graffiti mit Anrufungen der Apostel Petrus und Paulus in griechischer und lateinischer Sprache.
Diese Memoriaanlage war um 317 für die christlich gewordene kaiserliche Familie der Anlass, die Gedenkstätte für Petrus und Paulus sowie das Grab des Märtyrers Sebastian mit einer Begräbnisbasilika zu überbauen, trotz des architektonisch ungeeigneten Terrains; denn auf dem in frühchristlicher Zeit als Friedhof genutzten Gelände mit dem Flurnamen ad catacumbas (von griech. κατά κύμβασ = „bei den Höhlungen“) befanden sich Gruben aus dem früheren Abbau von Puzzolanerde, was die Errichtung von ca. 8 m hohen Stützpfeilern unter dem Westbau notwendig machte. Diese Flurbezeichnung wurde im 8. Jahrhundert in den Namen der Basilika als San Sebastiano ad Catacumbas aufgenommen und diente anschließend als Fachausdruck „Katakombe“ für unterirdische Begräbnisstätten sowie in der Neuzeit auch für tief in Innern oder unterirdisch gelegene Räume in modernen Gebäuden oder Sportanlagen.
Es entstand eine dreischiffige Pfeilerbasilika in der Bauform einer Umgangsbasilika, mit halbrundem Umgang im Westen und einer durch Querarkaden abgetrennten Vorhalle im Osten, wiederum mit abgeschrägter Fassade. Zwischen Mittelschiff und Chor befanden sich Arkadenpfeiler zur Abgrenzung des Presbyteriums. Es wird vermutet, dass der Altar nicht im Presbyterium, sondern in der Mitte des Hauptschiffes und damit fast genau über der Triclia des 3. Jahrhunderts gestanden hat. Belichtet wurde die Basilika durch große Rundbogenfenster im Obergaden und schmale Lichtschlitze in den Seitenschiffen.
An der West- und Südseite der Basilika wurden im 4. und 5. Jahrhundert Mausoleen mit Grabstätten bedeutender Familien angebaut. Das älteste dieser Mausoleen, das vielleicht als Grablege der konstantinischen Familie vorgesehen war, ist nachweislich gleichzeitig mit der Basilika errichtet worden. Östlich schlossen sich zwei weitere Grabbauten in Gestalt eines geräumigen Apsidensaals und eines um 349 entstandenen Rundmausoleums mit Vorhalle an. Unter Papst Damasus I. (366–384) wurde an die Apsis der Basilika noch ein halbrundes, mit farbigen Stuckdekorationen geschmücktes Mausoleum angebaut.
Die Basilica Apostolorum, später San Sebastiano ad Catacumbas genannt, ist dank ununterbrochener sakraler Nutzung die einzige der römischen Umgangsbasiliken, die trotz aller Umbauten in wesentlichen Teilen erhalten geblieben ist.
4. Umgangsbasilika an der Via Ardeatina
Im Jahr 1991 wurde in der Nähe der Calixtus-Katakombe und ca. 600 m von der Örtlichkeit Domine, quo vadis? zwischen der Via Ardeatina und der Via Appia, etwa 1 km vor der Porta Appia, eine weitere Begräbnisbasilika entdeckt, deren Entstehung nach den jüngsten Grabungsergebnissen um 336 anzusetzen ist. Falls diese Datierung zutrifft, könnte es sich um die im Liber Pontificalis erwähnte Begräbnisbasilika handeln, die von Papst Markus (336) mit finanzieller Unterstützung durch Kaiser Konstantin auf kaiserlichem Grundbesitz errichtet worden sein soll. Nach dem Wortlaut des Liber Pontificalis war der Bau von Anfang an geplant als Begräbnisbasilika (quam coemeterium constituit).
Die Basilika hatte umlaufende Seitenschiffe und entsprach auch im Übrigen dem Typus einer Coemeterialbasilika. Pfeiler mit Arkaden trennten das Mittelschiff von den Seitenschiffen. Zwischen Presbyterium und Hauptschiff bestand eine räumliche Trennung durch drei Arkaden. Der Boden der Basilika war mit Gräbern belegt; es handelte sich auch hier um ‚Schachtgräber‘, die von Mauern eingefasst und in der Länge mit gegeneinandergestellten Ziegelplatten giebelförmig gedeckt waren, teilweise auch in mehreren Ebenen übereinander. Der Bodenbelag darüber bestand oft aus Marmorplatten. Ein durch Lage und Größe privilegiertes Grab in der Mitte des Presbyteriums muss bereits bei Erbauung eingeplant gewesen sein. Deshalb wird hier die für Papst Marcus als Stifter vorgesehene Grabstätte vermutet; dafür spricht auch eine spätere Bezeichnung der Basilika als San Marco sull´Ardeatina. Nach den aufgefundenen Inschriften erfolgten die Bestattungen in der Zeit von 368 bis 445. Nordöstlich der Apsis war ein kleines quadratisches Mausoleum mit Portikus angebaut.
Die Namen der Märtyrer, denen die Basilika geweiht war, konnten bisher nicht ermittelt werden; auch die Zusammenhänge mit der nur wenige Meter östlich bestehenden Katakombe sind nicht bekannt. Nach Übertragung der Gebeine des Stifterpapstes im 12. Jahrhundert in die innerstädtische Basilika San Marco (Rom) begann der Zerfall der Begräbniskirche durch Steinraub.

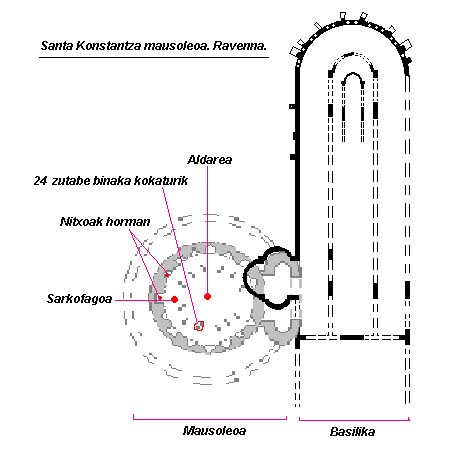
Grundriss der Basilika Sant´Agnese und des Mausoleums der Constantina („Ravenna“ in der Überschrift ist ein Irrtum)

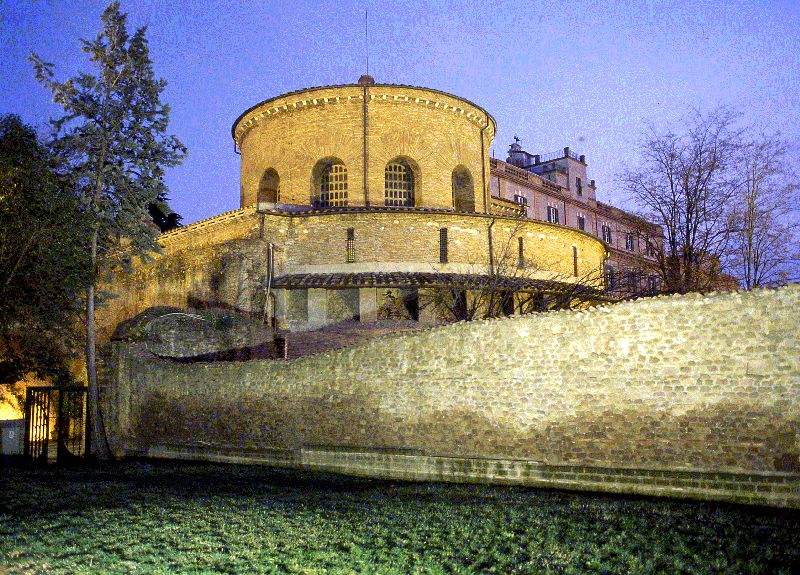
Mausoleum der Constantina

5. Umgangsbasilika Sant’Agnese an der Via Nomentana (Sant’Agnese fuori le mura)
Zu dem Areal rund um die Umgangsbasilika gehören:
- die Katakomben an der Via Nomentana mit dem Grab der Märtyrerin Agnes von Rom (3. Jh.),

- die Umgangsbasilika Sant´Agnese (Coemeterium Agnetis) aus der Zeit um 337,

- das Mausoleum der Constantina (Tochter Konstantins des Großen) aus der gleichen Zeit (heute Chiesa di Santa Costanza),

- die Emporenbasilika Sant´Agnese fuori le mura von ca. 630 („Honorius-Bau“).

Nach der Überlieferung stiftete Constantina (Tochter Konstantins des Großen) zwischen 337 und 343 die Umgangsbasilika auf dem kaiserlichen Landgut (Suburbanum) an der Via Nomentana zu Ehren der dort begrabenen heiligen Agnes von Rom (gestorben um 251). Es war die größte der bisherigen Begräbniskirchen Roms (98 m × 40 m), von der die Außenmauern der riesigen Apsis und die südliche Seitenschiffwand erhalten geblieben sind. Vom ehemaligen Vorhof aus führte eine breite Treppe hinab zum Grab der in Rom hochverehrten Heiligen.
Nur wenige Jahre nach Baubeginn ließ sich Constantina neben dem südlichen Seitenschiff ihr eigenes Mausoleum errichten, in dem sie selbst und später auch ihre Schwester Helena (Tochter Konstantins des Großen) beigesetzt wurden (354 und 360). In Fortentwicklung der traditionellen römischen Rundmausoleen wurde dieser repräsentative Bau erstmals auf einem Grundriss mit drei konzentrischen Kreisen errichtet. Außer dem bis heute gut erhaltenen Rundmausoleum mit der außergewöhnlichen Architektur erinnert an die Stifterin Constantina auch der heute in der Apsis gegenüber dem Eingang aufgestellte prunkvolle Constantina-Sarkophag aus rotem Porphyr (um 320) mit Szenen vom Ernten und Keltern der Weintrauben. In diesem Rundbau haben sich die ältesten Mosaiken der christlichen Monumentalarchitektur erhalten (um 350).
Im Tonnengewölbe des Umgangs sind elf trapezförmige Gewölbeflächen nach paganen Vorbildern dekoriert mit geometrischen und floralen Mustern, mit Vasen und Vögeln, Lorbeerzweigen und Getreidegarben; die eingestreuten Bilder von Transport und Keltern der Weintrauben lassen sich ikonographisch auf den Dionysoskult zurückführen; sie sollen an dieser Stelle auf Tod und Wiedergeburt hindeuten. Im Gegensatz dazu zeigen die Mosaiken in den beiden seitlichen Apsiden frühchristliche Motive (um 370), nämlich die traditio legis (südöstliche Apsis) und traditio clavis (nordwestliche Apsis). Anders als diese Motive folgt die Art der Darstellung noch den Vorbildern im kaiserlichen Hofzeremoniell der konstantinischen Zeit, nämlich des bei der Repräsentation stehenden und bei der Verteilung von Gaben sitzenden Herrschers (adlocutio und largitio).
6. Basilica maior an der Via Tiburtina (Sankt Laurentius vor den Mauern)

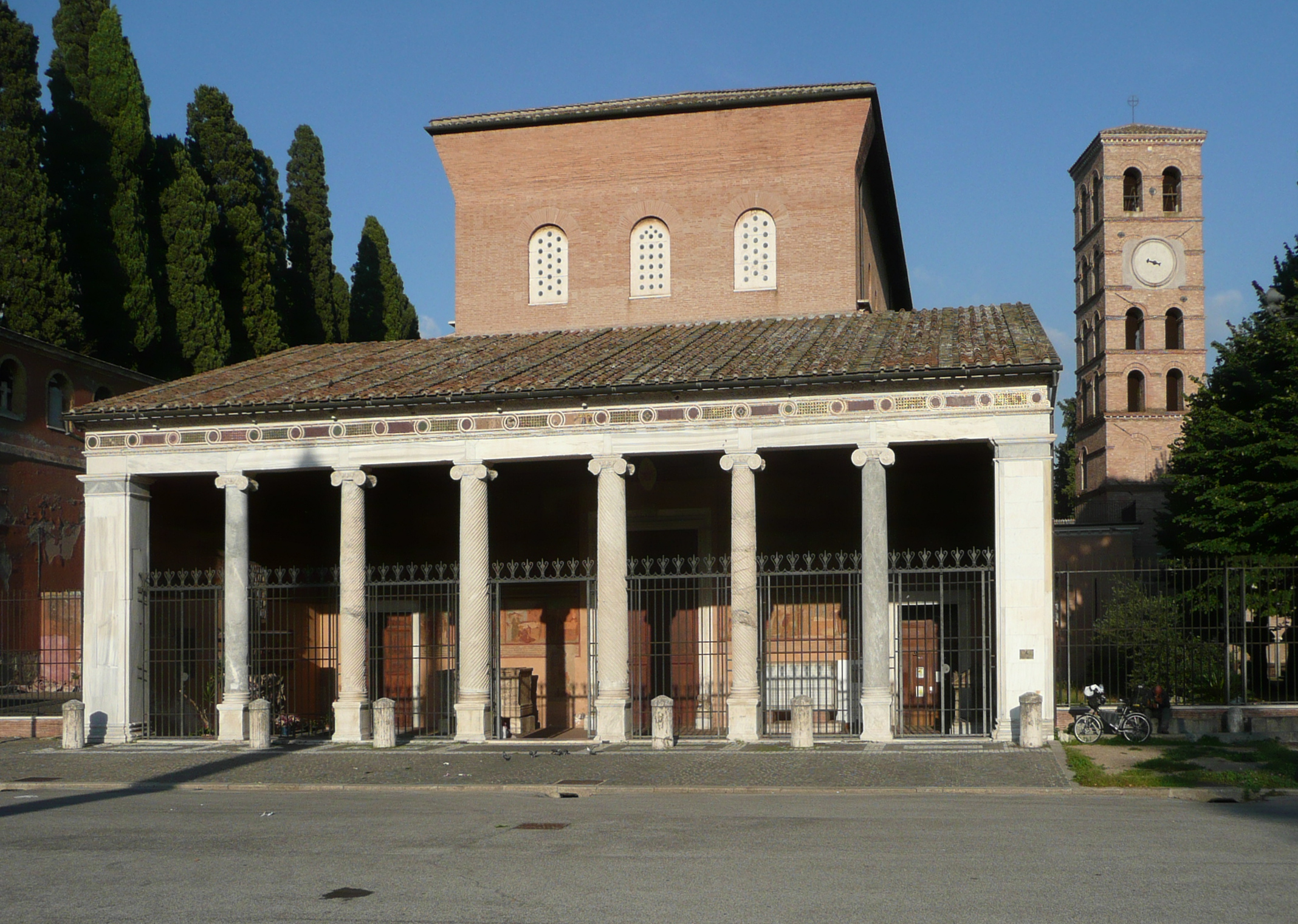
Basilika San Lorenzo unterhalb der nicht erhaltenen Umgangsbasilika

Zu dem sakralen Bereich um die Basilika gehören:
- die Katakombe an der Via Tiburtina (3. Jh.) mit dem Grab des Märtyrers Laurentius von Rom,
- die konstantinische Umgangsbasilika, genannt Basilica maior (337–351),
- die Basilika San Lorenzo fuori le mura aus der Zeit um 580 („Pelagius-Bau“) über dem Laurentius-Grab mit Apsis im Westen und Narthex im Osten,
- der Anbau eines neuen Langhauses im Westen und die Umfunktionierung des „Pelagius-Baues“ als Confessio und Chorraum im Osten sowie eines neuen Portikus im Westen („Honorius-Bau“) nach 1200.

Die nach Planungen von Konstantin I. und dem römischen Bischof Silvester I. ab 337 errichtete jüngste aller Umgangsbasiliken der Stadt war ebenfalls eine kaiserliche Stiftung. Sie entstand auf dem Landgut Fundus Veranus (benannt nach Kaiser Lucius Verus), zu dem auch der heutige Friedhof Campo Verano gehört, und zwar etwa 25 m südlich von dem Grab des Märtyrers Laurentius (supra arenario cryptae = über dem Sandhügel der Krypta). Es war eine dreischiffige Basilika mit umlaufenden Seitenschiffen und (erstmals) mit Säulen als Innenstützen, die einen Architrav trugen. Der gesamte Fußboden war mit Gräbern belegt. Die Fassade im Osten wurde durch eine Säulenstellung mit fünf Arkaden geöffnet. Im Vergleich mit den älteren Umgangsbasiliken war hier größerer Wert auf reichen Dekor und kostbare Innenausstattung gelegt worden; von Zeitgenossen wurde der Bau als Kirche mit königlicher Ausstattung beschrieben. Um die Basilika herum gab es mehrere Mausoleen und Nebenbauten. Auf der Nordseite führte eine doppelläufige Treppenanlage (seit ca. 360) hinunter zu der Katakombe mit dem Märtyrergrab.
Ca. 580 ließ Papst Pelagius II. auf der Nordseite der Umgangsbasilika eine kleinere Laurentiuskirche („Pelagius-Bau“) genau über dem Laurentiusgrab errichten; dazu musste der Hügel über der Katakombe teilweise abgetragen und der Neubau, ebenfalls eine Emporenbasilika, zur Hälfte unterirdisch angelegt werden. In der Krypta unter dem Presbyterium werden die Gebeine des heiligen Laurentius in einem antiken Sarkophag aufbewahrt; später wurden hierhin auch die Reliquien des Erzmärtyrers Stephanus übertragen, so dass beide Stadtpatrone Roms hier gemeinsam verehrt werden konnten. Von den durch Pelagius II. gestifteten Mosaiken ist nur das Mosaik am Apsisbogen erhalten geblieben. Papst Honorius III. ließ in der Zeit nach 1200 die im Westen stehende Apsis des Pelagius-Baus abreißen und ein neues Langhaus mit Vorhalle anbauen („Honorius-Bau“); dabei wurde das bisherige Langhaus des Pelagius-Baus angehoben und zu dem neuen Chorraum mit Confessio und Hauptaltar im Osten umgestaltet. Ciborium, Bischofsthron, Ambo, Osterleuchter und Fußboden sind Mosaikarbeiten der Kosmaten.